# Nina Samuels
Samantha Allen, meglio conosciuta con il ring name Nina Samuels (Londra, 13 aprile 1980), è una wrestler inglese.

## Carriera

### Circuito indipendente (2014–2018)
Samantha Allen fa il suo debutto al wrestling il 16 novembre 2014 lottando nella British Empire Wrestling durante l'evento BEW Empire Fights Back - Home Is Where The Heart Is, sotto il ring name di Nina Samuels, dove ha sconfitto Lola. Il 21 febbraio 2015, durante il BEW Return Of The Storm, Nina Samuels prende parte ad un three-way match contro Astronomica e Queen Maya. Il 9 maggio alla BEW Ambition Of An Empire, la Samuels fa squadra con Chardonnay in un tag match battendo Dragonita e Erin Night. Il 19 settembre, al BEW/RCW Britain's Rising 2, la Samuels lotta con Kirsty Love ma vengono sconfitte da Dragonita e Shanna. Nel 2016, Nina Samuels ritorna nella federazione durante l'evento BEW The Rising Empire perdendo contro Dahlia Black. Il 4 dicembre, durante BEW Britain's Rising IV ritorna sfidando la campionessa Leah Owens in un match valevole per il Revolution Championship Wrestling's Women's Title, ma fallisce all'assalto. Nina Samuels lotta il 22 gennaio 2017 al BEW Danger Things! - 18+ Live Extreme Wrestling, dove prende parte ad un International Grand Prix Qualifying match perdendo contro Laura Di Matteo. Nonostante la sconfitta, la Samuels compete il 3 giugno durante l'International Grand Prix three-way match contro Shotzi Blackheart e Christi Jaynes. Il 4 giugno, durante la seconda serata del BEW International Grand Prix event, la Samuels viene sconfitta da Toni Storm. Il 3 settembre, al BEW Ambition Of The Empire 2, la Samuels fa squadra con Jamie Hayter contro Kaitlin Diemond e Thunder Rosa.
Nina Samuels debutta il 18 febbraio 2017 nella Pro Wrestling EVE durante l'evento EVE A Day At The Resistance, dove fa squadra con Meiko Satomura e Shanna in un tag match perdendo contro Emi Sakura, Erin Angel e Nixon Newell. Durante lo stesso evento, fa squadra anche con Shanna in un tag match battendo The Owens Twins (Kasey Owens e Leah Owens). Il 12 novembre, durante EVE SHE-1 ~ Ace Of EVE, Nina ha sconfitto Martina. Il 13 gennaio 2018, ad EVE Not Made To Be Subtle la Samuels prende parte ad un EVE Championship Rumble match vinto da Sammii Jayne. Il 29 settembre, ad EVE Strong Women Style - Show 2, la Samuels viene sconfitta da Laura Di Matteo. L'11 novembre, ad EVE SHE-1 ~ Ace Of EVE 2018 - Tag 2: Show #2, la Samuels ha sconfitto la campionessa Charlie Morgan e Kay Lee Ray in un three-way match conquistando il Pro-Wrestling: EVE Championship. Difende la cintura all'assalto di Charlie Morgan e Emi Sakura, ma il 9 marzo 2019 viene sconfitta da Kay Lee Ray, perdendo il titolo dopo 118 giorni di regno.

### WWE (2018–2022)

#### NXT UK(2018–2022)
Durante l'estate del 2018, la Allen firma un contratto con la WWE e viene assegnata nel territorio di sviluppo inglese di NXT UK. Fa il suo debutto il 9 giugno durante un NXT live event sotto il ring name di Nina Samuels, facendo coppia con Bianca Belair e Lacey Evans, perdendo contro Candice LeRae, Dakota Kai e Tegan Nox.
Nina Samuels fa il suo debutto ufficiale televisivo durante l'episodio di NXT UK del 17 ottobre, dove è stata sconfitta da Toni Storm, stabilendosi come heel. Nella puntata di NXT UK del 31 ottobre, Nina è stata sconfitta da Isla Dawn. Nella puntata di NXT UK del 14 novembre, Nina Samuels prende parte al torneo valevole per decretare la nuova campionessa femminile inglese del roster per l'NXT UK Women's Championship, dove viene sconfitta al primo turno da Dakota Kai. Nella puntata di NXT UK del 5 dicembre, la Samuels è stata sconfitta da Isla Dawn. Nella puntata di NXT UK del 19 dicembre, Nina ha sconfitto Killer Kelly, ottenendo la sua prima vittoria. Nella puntata di NXT UK del 23 gennaio 2019, Nina ha sconfitto la jobber Lana Austin. Nella puntata di NXT UK del 6 marzo, Nina ha sconfitto Charlie Morgan. Nella puntata di NXT UK dell'8 maggio, Nina ha sconfitto la jobber Kasey Owens; a fine match, lancia un messaggio alla campionessa Toni Storm, avvertendola che le strapperà il titolo. Nella puntata di NXT UK del 29 maggio, Nina Samuels ha sfidato la campionessa Toni Storm in un match valevole per l'NXT UK Women's Championship, ma è stata sconfitta. Nella puntata di NXT UK del 19 giugno, Nina Samuels prende parte alla prima Women's UK Battle Royal dove la vincitrice avrebbe ottenuto un match titolato contro l'NXT UK Women's Champion Toni Storm, ma è stata eliminata. Nella puntata di NXT UK del 14 agosto, Nina ha sconfitto Isla Dawn. Nella puntata di NXT UK del 25 settembre, Nina ha sconfitto la jobber Dani Luna. Nella puntata di NXT UK del 17 ottobre, Nina è stata sconfitta da Xia Brookside. Nella puntata di NXT UK del 30 gennaio 2020, Nina è stata sconfitta da Isla Dawn. Nella puntata di NXT UK del 19 marzo, Nina è al trucco dove parla della debuttante Aoife Valkyrie, dicendo che non è impressionata della sua presenza, per quanto la prossima settimana le darà una lezione poiché lei è la vera star di questo roster. Nella puntata di NXT UK del 26 marzo, Nina è stata sconfitta da Aoife Valkyrie. Nella puntata di NXT UK del 13 agosto, Nina è stata sconfitta da Xia Brookside; il match è stato registrato durante i tapings del 6 marzo, prima del lockdown della pandemia di COVID-19.
Il 18 agosto 2022 Nina venne licenziata dalla WWE.

## Vita privata
Samantha Allen ebbe l'opportunità della vita di far parte di uno show tagato WWE quando la scuola di wrestling London School of Lucha Libre fu contattata dalla WWE di mandargli una superstar femminile interessata a far parte per una sera dei Rosebuds. Nonostante avesse già comprato un biglietto fra il pubblico di quell'episodio di Monday Night Raw, accettò l'opportunità, provvedendo di mandare alla WWE delle foto che la ritraevano ad allenarsi. Diede poi il biglietto alla madre.

## Titoli e riconoscimenti
Pro-Wrestling: EVE
- Pro-Wrestling: EVE Championship (1)